# PixInsight
PixInsight es un software desarrollado para astrofotografía que se ha extendido lentamente a otras áreas, si bien sigue siendo la astrofotografía su área de desarrollo principal. 
Se encuentra disponible en forma nativa como una aplicación de 64 bits, para FreeBSD, Linux, Apple Mac OS X y Microsoft Windows. Está pensado para aprovechar las posibilidades de las máquinas con múltiples procesadores. Está basado en C++ y brinda en forma abierta una biblioteca de clases en C++ que se puede utilizar para desarrollar módulos para PixInsight, también cuenta con una interfaz de scripting basada en JavaScript y la posibilidad de trabajar mediante una línea de comandos. 
Al ser de arquitectura abierta y permitir la inclusión de módulos desarrollados por terceros, su uso se ha extendido a los campos de la fotometría, astrometría y más allá de la astrofotografía.
Un antecedente fue PixInsight LE bajo licencia freeware, el cual fue liberado en 2004 y discontinuado el 5 de octubre de 2009. Si bien algunos manuales elaborados para PixInsight LE aún pueden resultar útiles para PixInsight, el cual si bien es considerado obsoleto por la empresa, sigue en uso en algunos ámbitos.

## Procesamiento de imágenes astronómicas con PixInsight
Un procesamiento típico de imágenes, por ejemplo, de una galaxia implicaría, los siguientes pasos.

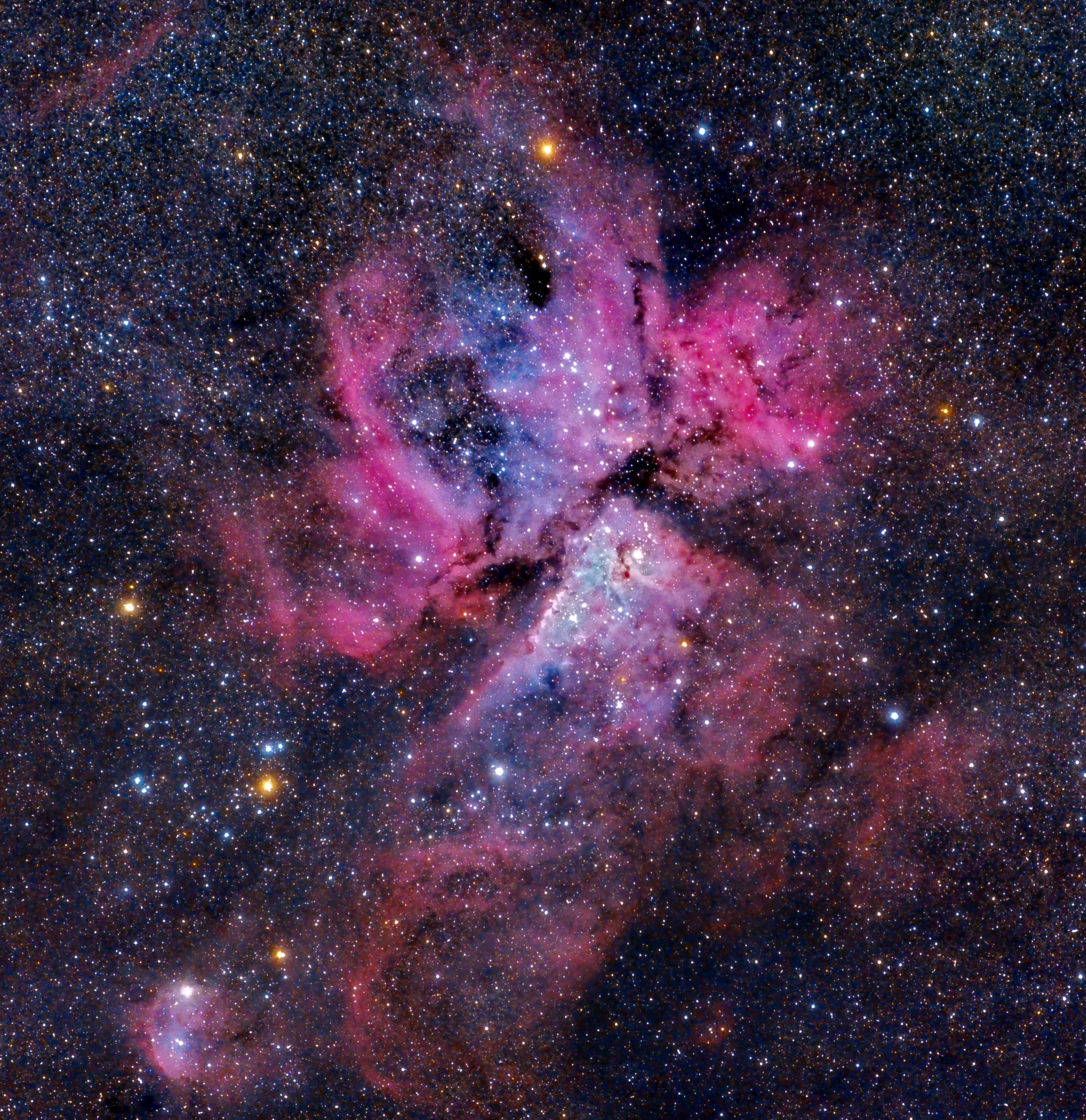
Ejemplo de imagen procesada con PixInsight, Nebulosa de Eta Carinae o NGC 3372.

- Calibración de imágenes Bias, Dark, Flat y Light.
  - Bias (imagen tomada con la lente tapada y la mayor velocidad de obturación posible) se usan para corregir el efecto de la corriente de polarización del CCD.
  - Dark (imagen tomada con la lente tapada pero con el mismo tiempo de exposición que se va a dar luego a las imágenes del objeto) corrige el efecto del ruido de fondo propio del equipo, a una determinada temperatura de funcionamiento.
  - Flat (imagen tomada de una fuente brillante y homogénea) se utiliza para corregir problemas del sistema óptico utilizado.
  - Light las imágenes del objeto a fotografiar con la lente destapada y la exposición elegida. En general se realizan varias tomas de larga duración que luego se integran a fin de sumar las exposiciones y eliminar objetos indeseados de la escena, reducir el ruido de fondo (que es aleatorio en cada imagen), aumentar la relación señal/ruido y mejorar el resultado final.[3]

- Integración de las imágenes,
- Remoción de gradientes de luz y color,
- Análisis de la escala de brillo,
- Reducción de ruido de fondo,
- Manejo de la saturación de color,
- Utilización de recursos para obtener un mejor rango dinámico de la imagen,
- Mejora de la definición.

Pero el proceso de una imagen puede variar mucho de una situación a otra y la cantidad de herramientas disponibles es importante. Al punto de que existen tutoriales diversos sobre como trabajar frente a cada situación.